# Hakusan
Hakusan (japanska: 白山市?, Hakusan-shi) är en stad i Ishikawa prefektur i Japan. Staden bildades 2005 genom en sammanslagning av staden Mattō och sju mindre kommuner.